# Druța, Rîșcani
Druța este un sat din cadrul comunei Pociumbeni, raionul Rîșcani. Satul are o suprafață de circa 1 km2, cu un perimetru de 6,21 km. Localitatea se află la distanța de 28 km de orașul Rîșcani și la 194 km de Chișinău.

## Istoric
Satul Druța a fost menționat documentar la 8 octombrie 1612 cu denumirea Stîngăceni:
„Iată dar eu, Costin ginerele lui Lupul, fiul Goiaei, ca femeia mea Anghelina, fiica lui Lupul și cu Vasilie fratele Anghelinei, fiul lui Lupul, spre amintire facem știre că am vândut ocina noastră care se va alege din satul Doljești din ținutul Romanului pe pârâul Albăia. Pe aceasta am vândut-o unchiului nostru, pan Dumitru Goia pârcălabul de Hotin pentru o sută taleri și numărați. Pentru aceea fie lui ocină și dedină cu tot venitul.

Și am luat toți banii gata în mâinile noastre. Și au fost la tocmeala noastră mulți oameni buni și fruntași din ținutul Hotinului, anume: Toader Căpotici din Căpoteni și Patrașco cel bătrân din Brânzeni și Fedorașco din Stângăceni și Neculai din Măndicăuți și Toader, fiul lui Petriceico logofăt și Cârstian din Căpoteni.

Pentru aceea, acei oameni buni și-au pus, pentru mare credință, pecețile lor pe acest zapis, să se știe.
 
Scris în Greceni, în anul 7121 (1612) Octombrie 8.
 
Pătrașco, cu mâna mea proprie.”
Este un sat vechi pe partea stângă a râului Ciuhur, într-o regiune de mici coline din preajma Prutului. În 1670 o parte din moșia satului a fost donată Mănăstirii Agapia.
În 1803 moșia Stângăceni se afla în proprietatea vornicului Costache Sturza, înregistrând mai mulți proprietari pe durata secolului al XIX-lea printre care Nicolae Rosseti și Ecaterina Ghica. În 1835 satul avea o populație de 496 de oameni.
Conform recensământului din 1859 în satul Druța erau 57 de gospodării, o biserică, 563 de locuitori. În 1865 pe lângă biserică s-a deschis o școală  parohială. 
Conform datelor din Dicționarul Geografic din 1902, publicat de Zamfir Arbore, satul Stângăceni, mai purta și numele de Druța, făcea parte din volostea Zăbriceni. Avea 40 case, cu o populație de 390 suflete: o biserică, cu hr. Sf. Nicolae; 120 vite mari. Țăranii au pământ de împroprietărire 390 desetine. Proprietarul Vârnav are 1449 desetine pământ.
În perioada administrației românești din perioada interbelică, în satul Druță funcționau 1 biserică ortodoxă, 1 școală primară, 1 băcănie (Loibman Idel), 1 cârciumă (Libman Haina), carieră de piatră (aparținea statului), 1 moară (Velichii Alexandru) și 1 treierătoare (Eșanu Andrei).
La recensământul general al populației din 1930, în satul Druță din plasa Râșcani, județul Bălți, locuiau 635 oameni, inclusiv: români - 609 persoane; polonezi - 4 persoane și evrei - 22 persoane.

## Populație
Conform datelor recensământului din anul 2004, populația satului constituia 446 de oameni, dintre care 47,76% - bărbați și 52,24% - femei. Structura etnică a populației: 99,33% - moldoveni/români, 0,22% - ucraineni, 0,45% - ruși.

## Personalități

### Născuți în Druța
- Eugen Cioclea (1948–2013), poet, eseist și publicist
- Victor Catan (n. 1949), polițist, ministru al Afacerilor Interne al Republicii Moldova (1998-1999 și 2009-2011)